# Italian for Beginners
 (février 2017).
Si vous disposez d'ouvrages ou d'articles de référence ou si vous connaissez des sites web de qualité traitant du thème abordé ici, merci de compléter l'article en donnant les références utiles à sa vérifiabilité et en les liant à la section « Notes et références ».
Pour plus de détails, voir Fiche technique et Distribution.
Italian for Beginners (Italiensk for begyndere) est un film danois réalisé par Lone Scherfig et sorti en 2000.
Le film suit les principes austères du mouvement Dogme95, en particulier par l'utilisation de caméras vidéo de poche et d'éclairage naturel, et porte la numérotation Dogme #12 dans la nomenclature du mouvement.

## Synopsis
Dans une ville du Danemark, six personnages s'entrecroisent au quotidien, notamment dans un restaurant, une église et un cours d'italien pour adultes.

## Fiche technique
- Titre : Italian for Beginners
- Titre original : Italiensk for begyndere
- Réalisation : Lone Scherfig
- Scénario : Lone Scherfig
- Production : Ib Tardini (pour Zentropa)
- Photographie : Jørgen Johansson
- Montage : Gerd Tjur
- Pays d'origine :  Danemark, en coproduction avec  Suède
- Langues originales : danois, italien et anglais
- Format : Couleurs - 1,37:1 - Dolby SR - Betacam numérique (transféré sur 35 mm)
- Genre : Drame, Film romantique
- Durée : 112 minutes
- Lieux de tournage : Hvidovre (Danemark) et Venise
- Sociétés de distribution : Les Films du Losange (France)
- Dates de sortie :
  -  Danemark : 8 décembre 2000
  -  Allemagne : 9 février 2001 (Festival de Berlin), 17 janvier 2002 (sortie nationale)
  -  Suède : 7 septembre 2001
  -  Belgique : 19 décembre 2001
  -  France : 19 décembre 2001
  -  Italie : 3 mai 2002

## Distribution
- Anders W. Berthelsen : Andreas
- Anette Støvelbæk : Olympia
- Ann Eleonora Jørgensen : Karen
- Peter Gantzler : Jørgen Mortensen
- Lars Kaalund : Hal-Finn
- Sara Indrio Jensen : Giulia
- Karen-Lise Mynster : Kirsten, l'agent immobilier
- Rikke Wölck : Lise, l'infirmière
- Elsebeth Steentoft : Kirketjener
- Bent Mejding : Reverend Wredmann
- Lene Tiemroth : la mère de Karen
- Claus Gerving : Klaus Graversen
- Jesper Christensen : le père d'Olympia

## Autour du film
Italian for Beginners est le 12e film réalisé selon les principes du Dogme95[réf. nécessaire].

## Distinctions

### Récompenses
- Berlinale 2001: Prix du jury de l'Ours d'Argent (Lone Scherfig), Prix FIPRESCI (Lone Scherfig), Prix du jury œcuménique (Lone Scherfig) et Prix du jury des lecteurs de "Berliner Morgenpost" (Lone Scherfig)
- Bodil 2001: Meilleur second rôle féminin (Lene Tiemroth)
- Festival Paris Cinéma 2001: Prix du public (Lone Scherfig)
- Festival du cinéma international en Abitibi-Témiscamingue 2001: Grand Prix Hydro-Québec.
- Roberts 2001: Meilleur scénario (Lone Scherfig), meilleur second rôle masculin (Peter Gantzler) et meilleur second rôle féminin (Ann Eleonora Jørgensen)

### Nominations
- Berlinale 2001 : Ours d'or
- Bodil 2001 : Meilleur film (Lone Scherfig), meilleur acteur (Anders W. Berthelsen et Peter Gantzler) et meilleure actrice (Ann Eleonora Jørgensen et Anette Støvelbæk)
- Prix du cinéma européen 2001 : Meilleur film (Ib Tardini)
- Roberts 2001 : Meilleur acteur (Anders W. Berthelsen), meilleure actrice (Anette Støvelbæk), meilleure photographie (Jørgen Johansson), meilleur réalisateur (Lone Scherfig), meilleur montage (Gerd Tjur), meilleur second rôle masculin (Lars Kaalund) et meilleur second rôle féminin (Lene Tiemroth)
- Goya 2003 : Meilleur film étranger (Lone Scherfig)